# Стена (паб)
«Стіна» — український патріотичний артрок-паб у Харкові.

## Опис закладу
Заклад має авторське оформлення, що єднає в собі артрок-стилістику, антураж класичного «підпільного» рок-пабу і місця відпочинку творчої молоді та футбольних вболівальників.
Розташований в підвалі будинку № 13 на вулиці Римарській, навпроти легендарного для українських патріотів Харкова приміщення — Харківської «Просвіти», колишнього офісу Організації «Патріот України», де в 2014 році відбувся Бій на Римарській.
Паб відомий також тим, що навколо нього гуртується проукраїнські налаштоване культурне середовище, вболівальники ФК Металіст (Харків) та націонал-патріотичні гурти.
Особливостями меню пабу є подача до пива смажених вареників та салату олів'є.

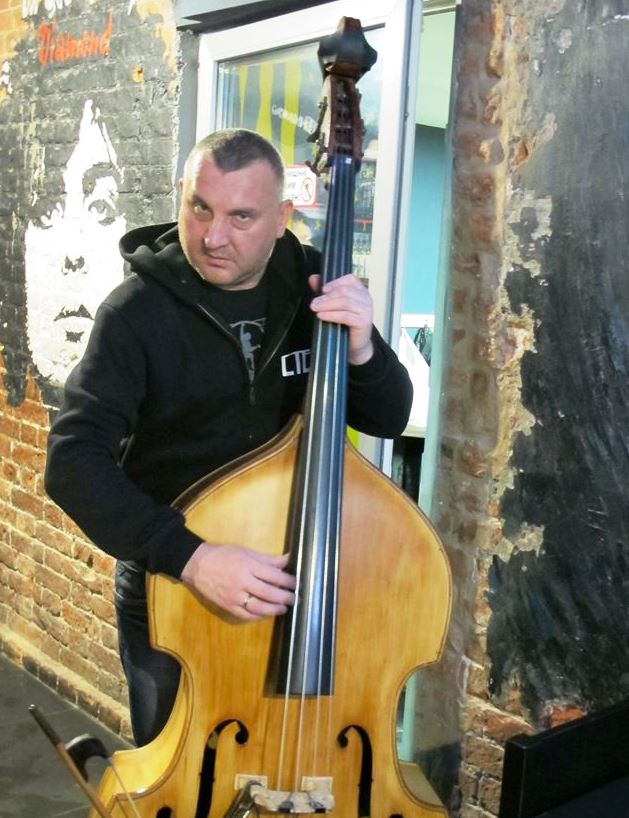
Михайло Кабанов, артдиректор пабу

Паб відомий також авторською серією алкогольних коктейлів, зокрема коктейлем «Кабаноff», названим на честь артдиректора пабу Михайла Кабанова.

## Теракт в пабі
Адміністрація пабу відома своєю проукраїнською громадською позицією. Влітку 2014 року тут був розташований волонтерський пункт, який збирав допомогу для українських добровольців. Це стало причиною теракту, вчиненого проросійськими бойовиками (так званими «харківськими терористами») на чолі з Мариною Ковтун, що проходила курси військової підготовки на території РФ. Вибухівку було закладено під барну стійку. В результаті теракту постраждали 11 осіб, в тому числі артдиректор закладу Михайло Кабанов. Вже 19 грудня 2014 року паб був поремонтований і відкрився знову.